# Привремени васкуларни приступ за хемодијализу
Привремени васкуларни приступ за хемодијализу једна је од метода у нефрологији која се најчешће употребљава код болесника који имају акутну бубрежну иснсуфицијенцију, и за које је предвиђено трајање хемодијализе до шест месеци.
Код болесника код којих је дијагностички доказано постојање терминалне фазе бубрежне болести, (акутна или хронична инсуфицијенција бубрега), најважније је обезбедити приступ крвотоку како би се несметано могли спроводити поступци хемодијализе. Методе приступа крвотоку деле се на привремене и трајне. Приступ крвотоку служи за пречишћавање крви болесника уз помоћ негативног притиска и крвне пумпе. Крв пролази кроз одговарајући дијализатор, уклањају се штетни продукти метаболизма и вишак течности, а затим се пречишћена крв враћа у крвоток болесника. У току поступка хемодијализе проток крви треба да износи између 300—400 ml/min. На описани начин обезбеђује се квалитетно снабдевање болесника дијализатом, а свако одступање има негативне последице за болесника на дијализи.

## Начин извођења
Код ове методе болеснику се имплантирају нетунелирани централни ендовенски катетери, који се постављају у велике вене (нпр југуларну - v. jugularis interna, подкључну - v. subclavia, бутну - v. femoralis). Катетер пласира лекар, уз асистенцију медицинске сестре/техничара у асептичним условима, уз обавезну примену локалне анестезије. Катетер се уводи у крвни суд уз непрестану ултразвучну контролу како би се избегла пункција припадајуће артерије и како би се избегле нежељене компликације.
Катетери могу бити једнолуминални, ређе дволуминални, различитих дужина (најчешће од 15—24 cm ), осим код деце, када је њихова дужина нешто краћа. Након имплантације катетера, „златни стандард” налаже да се обавезно обави контролна рендгенски снимак грудног коша како би се видела позиција врха катетера.
Понекад се централни венски катетер као привремена метода примењује код болесника који болују од терминалне фазе бубрежне инсуфицијенције, а изузетно код афункционалности неког другог трајног васкуларног приступа.

## Врсте

### Привремени приступ
Централни венски катетери који се користе за привремени приступ обично се користе мање од 21 дана. Ове врсте катетера су обично мање величине, постављене директно у вену и имају два или три лумена. Трећи лумен је користан за давање течности, антибиотика, лекова или контраста без потребе за проналажењем других места за интравенски приступ. Овај тип катетера је користан за брзо покретање венског приступа за пацијенте са акутном бубрежном инсуфицијенцијом ради дијализе пре него што се убаци трајни катетер за дуготрајан приступ.

### Стални приступ
Лумени овог типа катетера су већи, имају манжетну која се пласира испод коже даље од места венске инсерције са само два лумена. Смер катетера испод коже помаже у спречавању уноса инфекције у крвоток, као што се дешава код привремених катетера.

## Компликације
Неки уобичајени кварови катетера за дијализу укључују згрушавање, инфекцију и савијање. Једна од најчешћих грешака уметања катетера за тунелску хемодијализу је неуспех да се лоцира артеријски екстремитет катетера медијално и венски уд бочно. Ово се мора урадити, јер већина катетера има меморију у пластици, што ће довести до тога да катетер покуша да поврати свој природни прави облик. 
Ако је артеријски суд постављен бочно, то ће довести до тога да артеријски улаз лебди уз зид вене, или чак уз ивицу улаза у преткомору. Ово има исти ефекат као црево усисивача којим се усисава завеса. Ово доводи до лошег протока крви и може натерати особље на дијализи да обрне проток, користећи венски екстремитет катетера као артеријски. Ово ће довести до неефикасније дијализе, јер ће доћи до мешања крви из катетера (чишћење исте крви, поново). 
Катетер за дијализу мора имати инфузију од 30цц или више да би линија била отворена. Интравенску течности од 30 мл на сат треба применити ако се користе за инфузију.

## Фистуле против катетера
Хируршки створене артериовенске фистуле су пожељније у односу на катетере код пацијената са хроничном бубрежном инсуфицијенцијом, јер је ризик од инфекција (нпр  ендокардитис, бактеремија), хоспитализације и смрти мањи.

## Литертура
- Weijmer MA, ter Wee PM. Temporary Vascular Access for Hemodialysis reatment. In: Ronco C, Levin NW (eds). Hemodialysis Vascular Access and Peritoneal Dialysis Access. Contrib Nephrol. Basel, Karger. 142  94–111